# Tony André Hansen
Tony André Hansen, född 23 februari 1979 i Sandefjord, är en norsk hoppryttare. Han deltog i det norska hopplandslaget, under sommar-OS i Peking, år 2008. Där blev han, tillsammans med hästen Camiro, avstängd från finalen i individuell hoppning i Hongkong, på grund av ett positivt dopningstest, som innehöll spår av kapsaicin. Det hela gjorde att Norge gick miste om sin då nyvunna bronsmedalj, som de hade fått under det årets lagtävling.
Hansen har tidigare haft en relation tillsammans med den svenska programledaren och reportern Jessica Almenäs. Tillsammans har de en son född 2009.